# Georgij Sviridov
Georgij Vasiljevitj Sviridov (ryska: Георгий Васильевич Свиридов), född 16 december 1915 i Kursk, död 5 januari 1998 i Moskva, var en rysk-sovjetisk nyromantisk kompositör.

## Biografi
Sviridov studerade först vid musikskolan i Kursk och därefter piano och komposition vid Centrala musikaliska fackskolan i Leningrad, liksom komposition för Dimitrij Sjostakovitj vid stadens konservatorium. Under krigsåren 1941-1944 var han ledare för den till Novosibirsk evakuerade Pusjkinteaterns musikavdelning. Sedan 1956 bodde Sviridov i Moskva och var åren 1968-1974 ordförande i den ryska federationens tonsättarförening. 
Bland Sviridovs kompositioner märks främst hans vokalverk och inom instrumentalmusiken kammarverken och pianostyckena. Han byggde på traditioner från Modest Musorgskij och använde ofta rysk folkmusik som inspiration. Hans verk har haft stort inflytande på andra kompositörer och den har även väckt intresse för folkmusiken.

## Utmärkelser
Sviridov mottog flera priser och utmärkelser, bland andra Leninpriset 1960.
Asteroiden 4075 Sviridov är uppkallad efter honom.

## Verk i urval
- Oratorier, såsom Декабристы (Dekabristerna) 1955
- Памяти С. А. Есенина (Till minne av Sergej Jesenin), symfonisk dikt 1956
- Патетическая оратория (Patetiskt oratorium), med text av Vladimir Majakovskij 1959
- Маленький триптих (Liten triptyk) för orkester 1966
- Kammarsymfoni för stråkorkester 1940
- Musik för kammarorkester 1964
- Время, вперёд! (Tiden, framåt!), filmmusik 1965

Därutöver pianoverk, körverk, solosånger till dikter, operetter, film- och scenmusik.